# Плужников, Константин Сергеевич
Константи́н Серге́евич Плу́жников (род. 28 апреля 1987)  — российский гимнаст. Заслуженный мастер спорта России, Чемпион Европы в упражнении на кольцах (2011); Двукратный обладатель Кубка Мира; чемпион России. Тренер спортивной сборной команды. Заслуженный тренер России (приказ Минспорта от 20 июня 2023 г. № 94 нг)

## Результаты выступлений
| Год  | Турнир           | Место проведения | Вид программы        | Место (финал) | Очки (финал) | Место (квалиф.) | Очки (квалиф.) |
| ---- | ---------------- | ---------------- | -------------------- | ------------- | ------------ | --------------- | -------------- |
| 2007 | Чемпионат Европы | Амстердам        | Кольца               | 4             | 15.800       | 5               | 15.850         |
| 2008 | Олимпийские игры | Пекин            | Командное первенство | 6             | 274.300      |                 |                |
| 2008 | Этап Кубка Мира  | Москва           | Кольца               | 1             | 16.325       |                 |                |
| 2008 | Этап Кубка Мира  | Тяньцзинь        | Кольца               | 3             |              |                 |                |
| 2009 | Этап Кубка Мира  | Москва           | Кольца               | 2             | 15.525       |                 |                |
| 2009 | Кубок Мира       | Штутгарт         | Кольца               | 1             |              |                 |                |
| 2009 | Чемпионат Европы | Милан            | Кольца               | 6             | 15.325       | 5               | 15.150         |
| 2010 | Этап Кубка Мира  | Москва           | Кольца               | 2             | 15.300       |                 |                |
| 2011 | Этап Кубка Мира  | Париж            | Кольца               | 3             | 15.600       |                 |                |
| 2011 | Чемпионат Европы | Берлин           | Кольца               | 1             | 15.850       | 1               | 15.575         |
| 2011 | Кубок мира       | Москва           | Кольца               | 1             | 15.775       | 2               | 15.600         |
| 2011 | Чемпионат Мира   | Токио            | Командное первенство | 4             | 269.045      |                 |                |